# Не (филм)
Не (енгл. Nope) амерички је научнофантастични и хорор филм из 2022. године који је написао, режирао и продуцирао Џордан Пил. Главне улоге глуме: Данијел Калуја, Кики Палмер, Стивен Јан, Мајкл Винкот, Брендон Переа, Рен Шмит, Барби Фереира и Кит Дејвид. Прати брата и сестру који уз помоћ продавца технике и познатог директора фотографије покушавају да сниме и продају видео-доказ о неидентификованом летећем објекту.
У новембру 2019. Пил је званично најавио свој тада ненасловљени трећи редитељски филм. У фебруару 2020. Палмерова и Калуја су потписани за главну глумачку поставу, док им се следећег месеца придружио Јан, а у јулу 2021. Пил открио наслов филма. Снимање се одвијало током јесени 2021. у северном округу Лос Анђелеса, а завршено је крајем новембра.
Премијерно је приказан 18. јула 2022. у TCL чајниз театру, док је 22. јула пуштен у биоскопе у САД, односно 18. августа у Србији. Добио је позитивне критике критичара, који су посебно похвалили оригиналност, амбицију, глуму и режију.

## Радња
Становници изолованог града у Калифорнији, међу којима су власници ранча Џејмс и Џил Хејвуд, сведоци су мистериозног и ненормалног догађаја.

## Улоге
| Глумац               | Улога                |
| -------------------- | -------------------- |
| Данијел Калуја       | Оу-Џеј Хејвуд        |
| Кики Палмер          | Емералд Хејвуд       |
| Стивен Јан           | Јанг Рики „Џуп” Парк |
| Брендон Переа        | Анџел Торес          |
| Мајкл Винкот         | Антлерс Холст        |
| Рен Шмит             | Амбер Парк           |
| Кит Дејвид           | Отис Хејвуд Старији  |
| Дона Милс            | Бони Клејтон         |
| Барби Фереира        | Неси                 |
| Оди Џејмисон         | Бастер               |
| Оз Перкинс           | Флин Бачман          |
| Девон Греј           | Рајдер Мајбриџ       |
| Тери Нотари          | Горди                |
| Софија Кото          | Мери Џо Елиот        |
| Ендру Патрик Ралстон | Том Боган            |
| Џенифер Лафлер       | Филис Мејбери        |